# Elezioni amministrative in Italia del 1967
Le elezioni amministrative italiane del 1967 si sono tenute l'11-12 giugno per il rinnovo di 82 consigli comunali e il 12-13 novembre per il rinnovo di 178 consigli comunali e di un consiglio provinciale.

## Elezioni comunali

### Emilia-Romagna

#### Forlì
Data: 12 novembre
| Liste                                                   | Voti | %    | Seggi |
| ------------------------------------------------------- | ---- | ---- | ----- |
| Partito Comunista Italiano (PCI)                        |      | 41,0 | 18    |
| Democrazia Cristiana (DC)                               |      | 19,7 | 8     |
| Partito Repubblicano Italiano (PRI)                     |      | 19,1 | 8     |
| Partito Socialista Unificato (PSU)                      |      | 9,6  | 3     |
| Partito Liberale Italiano (PLI)                         |      | 3,5  | 1     |
| Movimento Sociale Italiano (MSI)                        |      | 3,4  | 1     |
| Partito Socialista Italiano di Unità Proletaria (PSIUP) |      | 3,1  | 1     |
| Altri                                                   |      | 0,5  | -     |
| Totale                                                  |      |      | 40    |

### Toscana

#### Pisa
| Liste                                                   | Voti   | %     | Seggi |
| ------------------------------------------------------- | ------ | ----- | ----- |
| Partito Comunista Italiano (PCI)                        | 22.260 | 33,60 | 14    |
| Democrazia Cristiana (DC)                               | 20.902 | 31,60 | 13    |
| Partito Socialista Unificato (PSU)                      | 10.270 | 15,54 | 6     |
| Movimento Sociale Italiano (MSI)                        | 5.420  | 8,20  | 3     |
| Partito Liberale Italiano (PLI)                         | 3.321  | 5,02  | 2     |
| Partito Repubblicano Italiano (PRI)                     | 2.160  | 3,00  | 1     |
| Partito Socialista Italiano di Unità Proletaria (PSIUP) | 1.795  | 2,71  | 1     |
| Totale                                                  |        |       |       |

#### Siena
| Liste                                                   | Voti   | %    | Seggi |
| ------------------------------------------------------- | ------ | ---- | ----- |
| Partito Comunista Italiano (PCI)                        | 18.172 | 40,4 | 17    |
| Democrazia Cristiana (DC)                               | 15.093 | 33,6 | 14    |
| Partito Socialista Unificato (PSU)                      | 5.885  | 13,1 | 5     |
| Partito Socialista Italiano di Unità Proletaria (PSIUP) | 2.177  | 4,8  | 2     |
| Partito Liberale Italiano (PLI)                         | 1.754  | 3,9  | 1     |
| Movimento Sociale Italiano (MSI)                        | 1.496  | 3,3  | 1     |
| Partito Repubblicano Italiano (PRI)                     | 427    | 0,9  | -     |
| Totale                                                  | 45.004 |      | 40    |

### Marche

#### Ancona
| Liste                                                   | Voti   | %    | Seggi |
| ------------------------------------------------------- | ------ | ---- | ----- |
| Partito Comunista Italiano (PCI)                        | 20.790 | 32,3 | 17    |
| Democrazia Cristiana (DC)                               | 19.513 | 30,3 | 16    |
| Partito Socialista Unificato (PSU)                      | 11.152 | 17,3 | 8     |
| Partito Liberale Italiano (PLI)                         | 4.495  | 7,0  | 3     |
| Partito Repubblicano Italiano (PRI)                     | 4.326  | 6,7  | 3     |
| Movimento Sociale Italiano (MSI)                        | 2.825  | 4,4  | 2     |
| Partito Socialista Italiano di Unità Proletaria (PSIUP) | 1.297  | 2,0  | 1     |
| Totale                                                  | 64.398 |      | 50    |

### Puglia

#### Lecce
Data: 12 novembre
| Liste                                                    | Voti   | %    | Seggi |
| -------------------------------------------------------- | ------ | ---- | ----- |
| Democrazia Cristiana (DC)                                | 14.443 | 33,7 | 14    |
| Partito Liberale Italiano (PLI)                          | 8.310  | 19,4 | 8     |
| Movimento Sociale Italiano (MSI)                         | 6.425  | 15,0 | 6     |
| Partito Socialista Unificato (PSU)                       | 5.962  | 13,9 | 6     |
| Partito Comunista Italiano (PCI)                         | 2.691  | 6,3  | 2     |
| Partito Repubblicano Italiano (PRI)                      | 2.162  | 5,0  | 2     |
| Partito Democratico Italiano di Unità Monarchica (PDIUM) | 1.811  | 4,2  | 1     |
| Partito Socialista Italiano di Unità Proletaria (PSIUP)  | 1.058  | 2,5  | 1     |
| Totale                                                   | 42.851 |      | 40    |

## Elezioni provinciali

### Provincia di Forlì
| Liste                                                   | Voti    | %      | Seggi |
| ------------------------------------------------------- | ------- | ------ | ----- |
| Partito Comunista Italiano (PCI)                        | 139.562 | 41,4   | 13    |
| Democrazia Cristiana (DC)                               | 91.019  | 27,0   | 8     |
| Partito Repubblicano Italiano (PRI)                     | 35.911  | 10,7   | 3     |
| PSI-PSDI Unificati                                      | 32.725  | 9,7    | 3     |
| Partito Socialista Italiano di Unità Proletaria (PSIUP) | 18.129  | 5,4    | 1     |
| Movimento Sociale Italiano (MSI)                        | 9.125   | 2,7    | 1     |
| Partito Liberale Italiano (PLI)                         | 8.792   | 2,6    | 1     |
| Altri                                                   | 1.718   | 0,5    | -     |
| Totale                                                  | 336.981 | 100,00 | 30    |